# Burbank (Oklahoma)
Burbank és un poble dels Estats Units a l'estat d'Oklahoma. Segons el cens del 2000 tenia 155 habitants.

## Demografia
Segons el cens del 2000, Burbank tenia 155 habitants, 63 habitatges, i 40 famílies. La densitat de població era de 176 habitants per km².
Dels 63 habitatges en un 31,7% hi vivien nens de menys de 18 anys, en un 52,4% hi vivien parelles casades, en un 6,3% dones solteres, i en un 36,5% no eren unitats familiars. En el 33,3% dels habitatges hi vivien persones soles el 19% de les quals corresponia a persones de 65 anys o més que vivien soles. El nombre mitjà de persones vivint en cada habitatge era de 2,46 i el nombre mitjà de persones que vivien en cada família era de 3,2.
Per edats la població es repartia de la següent manera: un 33,5% tenia menys de 18 anys, un 3,9% entre 18 i 24, un 26,5% entre 25 i 44, un 21,9% de 45 a 60 i un 14,2% 65 anys o més.
L'edat mediana era de 36 anys. Per cada 100 dones de 18 o més anys hi havia 87,3 homes.
La renda mediana per habitatge era de 20.000 $ i la renda mediana per família de 30.750 $. Els homes tenien una renda mediana de 25.000 $ mentre que les dones 21.250 $. La renda per capita de la població era de 13.686 $. Entorn del 17,1% de les famílies i el 24,1% de la població estaven per davall del llindar de pobresa.

## Poblacions més properes
El següent diagrama mostra les poblacions més properes.